# 플라이 (1958년 영화)
플라이(The Fly)는 미국에서 제작된 커트 뉴먼 감독의 1958년 공포, SF 영화이다. 데이비드 헤디슨 등이 주연으로 출연하였고 커트 뉴먼 등이 제작에 참여하였다.

## 출연

### 주연
- 데이비드 헤디슨
- 패트리샤 오웬스
- 빈센트 프라이스
- 허버트 마샬
- 캐슬린 프리먼
- 베티 루 거슨
- 찰스 허버트

### 조연
- 유진 보든
- 해리 카터
- 토븐 메이어
- 프란즈 로엔
- 찰스 태넌

## 제작진
- 미술: 데오볼드 홀소플
- 미술: 라일 R. 휠러
- 의상: 아델 밸컨